# Karl Grüßer
Ernst Karl Richard Grüßer, Schreibweise des Familiennamens teils auch Grüsser, (* 17. Januar 1880 in Düben, Kreis Bitterfeld; † 30. April 1945 in Berlin) war ein deutscher Bäcker und Konditor, der Reichsinnungsmeister des Bäckerhandwerks in der Reichsgruppe Handwerk war.

## Leben
Grüßer wuchs in seinem Geburtsort auf und lernte dort das Bäckerhandwerk. 1907 zog er nach Charlottenburg um und betrieb dort eine eigene Bäckerei und Konditorei.
Gleichzeitig engagierte er sich in der Innung der Bäcker und wurde deren Berliner Obermeister. Zusätzlich war er Präsident des Zentralverbandes Deutscher Bäckerinnungen „Germania“. In dieser Organisation waren vor dem Zweiten Weltkrieg circa 1.700 Bäckerinnungen in Deutschland mit nicht ganz 100.000 Mitgliedern vertreten. Außerdem war er Präsident der „Union Internationale des Maîtres Boulangers“ (Internationale Bäckermeister-Vereinigung). Nach der „Machtergreifung“ des Nationalsozialisten wurde er Reichsinnungsmeister des Bäckerhandwerks in der Reichsgruppe Handwerk. Außerdem war er Vizepräsident der Handwerkskammer Berlin. Zum 1. Mai 1933 trat er der NSDAP bei (Mitgliedsnummer 2.585.350).
1913 heiratete er Margarete Stein in Berlin-Schöneberg.

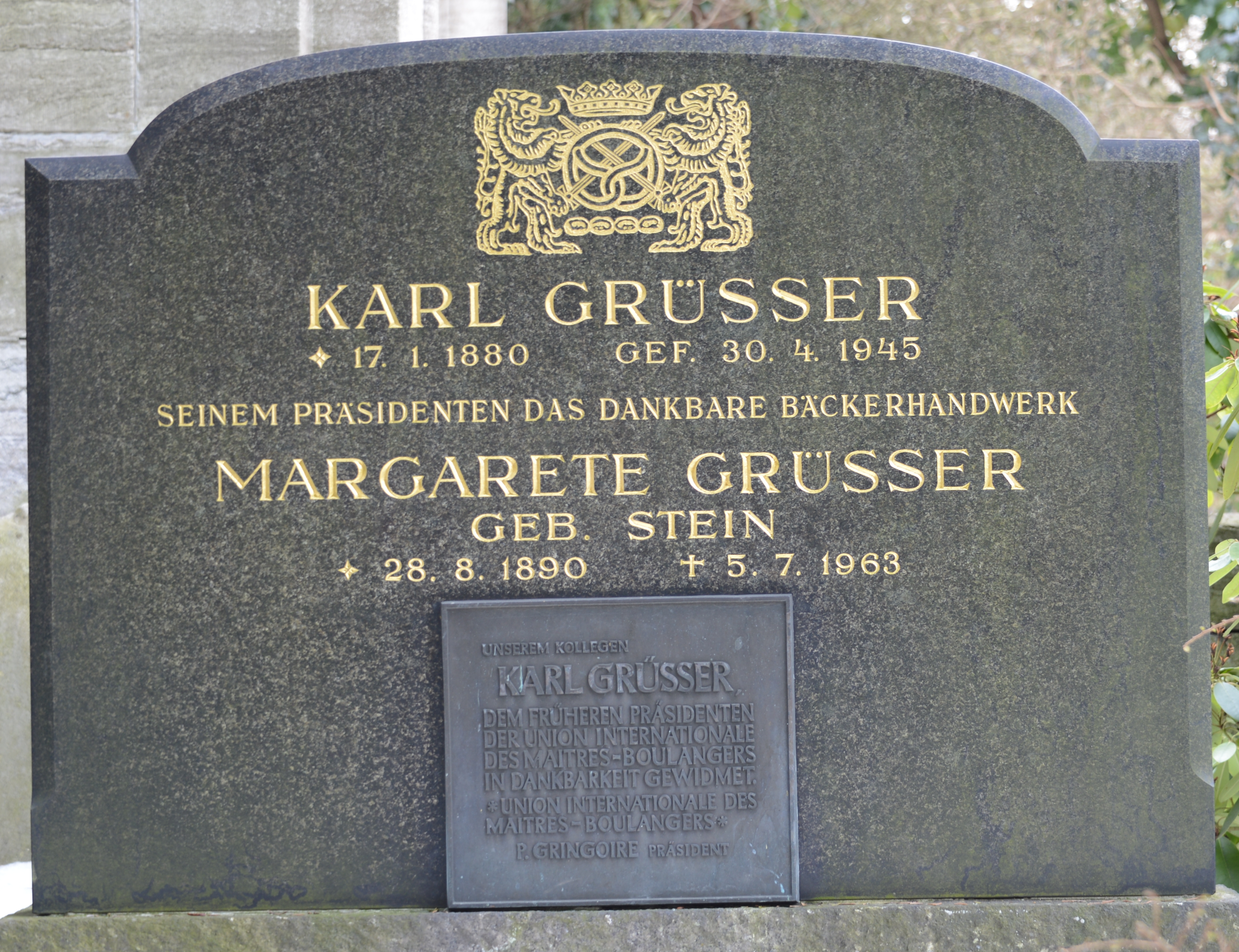
Grab von Karl Grüsser in Berlin-Westend

Karl Grüßer fiel am 30. April 1945 im Alter von 65 Jahren bei der Endschlacht um Berlin. Sein Grab befindet sich auf dem Kaiser-Wilhelm-Gedächtnis-Friedhof in Berlin-Westend.
Spätestens seit 1913 lebte er in der Ansbacher Straße 29 (heute Nr. 52) in Charlottenburg (heute Berlin-Schöneberg). Dort befindet sich noch heute der Sitz der Margarete und Karl Grüßer Nachfahren KG.
Als die Bäcker-Innung Berlin am 1. Oktober 1951 eine Fachschule zur Ausbildung von Bäckern und Konditoren gründete, erhielt diese zur Erinnerung an die Verdienste von Grüßer den Namen „Karl-Grüsser-Fachschule“. Die Schule blieb bis 2006 selbständig, wurde in selbigem Jahr in „Akademie Deutsches Bäckerhandwerk Berlin-Brandenburg“ umbenannt und mit allen anderen Bäckerfachschulen Deutschlands zum Schulverbund „Akademie Deutsches Bäckerhandwerk“ zusammengeschlossen.
Noch immer nach ihm benannt ist der „Karl-Grüßer-Unterstützungsverein e. V.“, der als gemeinnütziger Verein in Not geratene Angehörige des Bäckerhandwerks finanziell unterstützt.